# Chicataneros de Huatusco
Los Chicataneros de Huatusco fue un equipo de béisbol que participó en la Liga Invernal Veracruzana con sede en Huatusco, Veracruz, México.

## Historia
Los Chicataneros de Huatusco retornaron a la LIV para la Temporada 2011-2012.

### Inicios
Los Chicataneros de Huatusco debutaron en la LIV hace algunos años, y se han ido y regresado varias veces al circuito. 

### Actualidad
Forman parte de la Zona Centro en la actual temporada de la LIV.

## Jugadores

### Roster actual
"Temporada 2011-2012"
| Lanzadores: - 3 Rodolfo Aguirre - 4 Orlando Aurelio Parra Carmona - 5 Gerardo Arturo Esparza Sánchez - 6 Miguel Ángel González Beltran - 7 Juan Carlos Saavedra García - 8 Fredy Vela Vallejo - 9 Omar de Jesús Cariño Vela - 10 Rafael Ignacio Aguilar Neri - 11 Roberto Barradas Colorado Receptores: - 1 Francisco Javier Esparragoza Casillas - 2 Jimmy Chávez Alceda |  | Jugadores de Cuadro: - 12 Felipe Ángel Gutiérrez Lizárraga - 13 Raúl Hernández Heruz - 14 Vicente Rodríguez García - 15 Juan Manuel Alceda Ponce - 16 Heriberto Salas Bojórquez - 17 Antonio Alejandro Negrón Urdaneta - 25 Edgar Daniel Reyes Sánchez Jardineros: - 18 Rudy Héctor Pemberton Pérez - 19 Ramón Saavedra García - 20 Esteban de Jesús Morales Alvarado - 21 Luis Chávez Gamboa - 22 Eliezer Ortiz Reyes Cuerpo Técnico: - Mánager: José Ángel Chávez Vidaña - Coach: Manuel Francois - Coach: Juan Tejeda Sánchez - Bat Boy: Omar Herrera Chávez |